# Hauptschlüsseler Erbstollen
Der Hauptschlüsseler Erbstollen (Hauptschlüsseler Erbstolln) ist ein ehemaliger Erbstollen in Bochum-Goldhamme. Das Stollenmundloch befand sich zwischen der heutigen Darpestraße und der Autobahnabfahrt Bochum-Stahlhausen der A 40.

## Geschichte
Am 18. Februar des Jahres 1767 wurde eine Mutung zur Auffahrung eines Stollens eingelegt. Der Stollen wurde in Eppendorf aufgefahren, jedoch nicht belehnt. Der Stollen wurde mehrere Jahre betrieben. Im Jahr 1771 wurde der Stollen wieder aufgegeben. Im Jahr 1776 wurde im Bereich der Cabeisemannschen Mühle ein neuer Stollen aufgefahren. Dieser Stollen wurde durch Lößlehm und Mergel in südliche Richtung aufgefahren. Angelegt wurde der Stollen, um die Zechen Storcksbank, Übelgünne, Freyberg, Stenzbanck, Wilhelm und St. Michael zu lösen. Im Jahr 1783 hatte der Stollen bereits eine Länge von 193 Lachtern ab Stollenmundloch. Bei einer Auffahrungslänge von 156 Lachtern war ein Lichtloch abgeteuft worden. In diesem Jahr befand sich das Ort noch im Mergel. Bis zum Karbon musste der Stollen weitere 193 Lachter aufgefahren werden. Der Stollen war mit sechs Bergleuten belegt, zwei Hauer, zwei Karrenläufer und zwei Haspelknechte. Beaufsichtigt wurden die Bergleute von einem Steiger.
Am 1. Juli des Jahres 1784 wurde der Erbstollen durch den Leiter des märkischen Bergreviers, den Freiherrn vom Stein, befahren. Der Hauptschlüsseler Erbstollen war eines von 63 Bergwerken, welche vom Stein auf seiner Reise durch das märkische Bergrevier befuhr. Zu diesem Zeitpunkt war der Stollen bereits 285 Lachter aufgefahren, er befand sich aber noch im wasserführenden Mergel. Vom Stein machte in seinem Protokoll Angaben über den weiteren Zustand des Stollens. Insbesondere bemängelte er, dass das Ort ständig verschlammt war und der Schlamm aufgrund der großen Masse selbst während der Arbeit vor Ort nicht weggeräumt werden konnte. Er riet den Gewerken, das Grubenfeld mittels Bohrungen zu untersuchen, damit der Stollen aus dem Mergel raus aufgefahren werden konnte. Kurz nach dem Jahr 1784 wurde der Stollen stillgelegt. Im Jahr 1818 wurden die Zeche Freyberg und die Mutung Paul übernommen. Im Jahr 1828 wurde eine Mutung auf ein erschürftes Flöz eingelegt. Am 28. Juli des Jahres 1829 konsolidierte der Hauptschlüsseler Erbstollen mit der Zeche Storksbank und anderen Gewerkschaften zur Zeche Vereinigte Engelsburg.